# Permanent Vacation/Unchained Melody
「Permanent Vacation/Unchained Melody」（パーマネント・バケーション/アンチェインド・メロディ）は、DEAN FUJIOKAの1枚目のEP。2017年7月5日にA-Sketchから発売された。

## 概要
DEAN FUJIOKA初の全国流通CD。楽曲の中に日本語、英語、中国語を取り入れ、彼ならではの世界観を作り上げている。

## 収録内容

### CD
1. Permanent Vacation (EP ver.) [4:32]
作詞：DEAN FUJIOKA
作曲：DEAN FUJIOKA、UTA
編曲：DEAN FUJIOKA、UTA、DJ Sumantri

1. - 映画「結婚」主題歌
2. Unchained Melody [6:03]
作詞：DEAN FUJIOKA
作曲・編曲：DEAN FUJIOKA、UTA
  - テレビ朝日『サタデーステーション』『サンデーステーション』共通エンディングテーマ
3. History Maker (EP mix) [3:11]
作詞：DEAN FUJIOKA
作曲：DEAN FUJIOKA、梅林太郎、松司馬拓
編曲：DEAN FUJIOKA、DJ Sumantri、梅林太郎、松司馬拓
  - テレビアニメ「ユーリ!!! on ICE」オープニングテーマ
4. 午夜天使的翅膀 (Midnight Messenger Mandarin ver.) [4:45]
作詞：崔惟楷
補作詞：DEAN FUJIOKA
作曲：DEAN FUJIOKA
編曲：DEAN FUJIOKA、DJ Sumantri
  - NHK Eテレ「テレビで中国語」エンディングテーマ

### 初回限定盤A DVD
1. Permanent Vacation Music Video
2. Permanent Vacation Music Video Behind the Scene

### 初回限定盤B DVD
1. Yuri!!! on ICE Opening (EP Limited ver.)

## 参加ミュージシャン
- DEAN FUJIOKA：Vocal (#ALL)、Vocal Producing (#2)、Hooligan Chorus (#3)
- UTA：Music Producing (#1,2)、Vocal Producing (#1)
- DJ Sumantri：Music Producing (#1,3,4)、Vocal Producing (#2,3)、Additional Programming (#1,2,3)
- Keisuke“tommy”Tominaga：Music Producing (#3)
- Chen Chien-Lian：Vocal Producing (#4)
- 松司馬拓：Orchestra Conductor (#3)
- Ensemble FOVE：Orchestra (#3)
- History Makers：Hooligan Chorus (#3)

## テレビ出演
- 2017年6月30日放送『ミュージックステーション 2時間スペシャル』（テレビ朝日系列）
- 2017年7月1日放送『THE MUSIC DAY 願いが叶う夏』（日本テレビ系列）
- 2017年7月4日放送『うたコン』（NHK総合）
- 2017年7月9日放送『COUNT DOWN TV』（TBS系列）
- 2017年7月10日放送『Love music』（フジテレビ系列）
- 2017年7月15日放送『音楽の日』（TBS系列）
- 2017年7月22日放送『ミュージックフェア』（フジテレビ系列）
- 2017年7月30日放送『J-MELO』（NHKワールドTV）